# Rosochy (Lewino)
Rosochy – przysiółek wsi Lewino w Polsce, położony w województwie pomorskim, w powiecie wejherowskim, w gminie Linia.
W latach 1975–1998 przysiółek administracyjnie należał do województwa gdańskiego.